# Lissac (Haute-Loire)
Lissac település Franciaországban, Haute-Loire megyében. Lakosainak száma 293 fő (2022. január 1.). Lissac Céaux-d’Allègre, Loudes, Saint-Paulien, Vazeilles-Limandre és Vernassal községekkel határos.

## Népesség
A település népességének változása:
| Lakosok száma | 305  | 250  | 228  | 257  | 265  | 267  | 275  | 289  | 292  | 293  |
|               | 1968 | 1982 | 1990 | 2006 | 2013 | 2015 | 2017 | 2019 | 2020 | 2022 |